# Eliminatórias para o Campeonato Africano das Nações de 2023 – Rodada preliminar
A rodada preliminar das Eliminatórias para o Campeonato Africano das Nações de 2023 definiu as 6 equipes que avançaram para a fase de grupos do torneio de qualificação. Participaram doze seleções: Botsuana, Eritreia, Maurícia, Essuatíni, Gâmbia, Sudão do Sul, Chade, Somália, Lesoto, São Tomé e Príncipe, Seychelles e Djibuti.
As 12 equipes foram divididas em seis disputas no formato de ida e volta, com as partidas sendo disputadas entre 21 e 29 de março de 2022. Os seis vencedores avançaram para a fase de grupos, juntando-se às 42 seleções restantes que entraram diretamente.

## Sorteio
O sorteio para esta fase foi realizado em 21 de janeiro de 2022 em Duala, Camarões. As doze seleções foram separadas em dois potes baseados no Ranking Mundial da FIFA de dezembro de 2021 (mostrados entre parenteses).
As equipes marcadas em negrito avançaram para a próxima fase.
| Pote 1                                                                                     | Pote 2                                                                                            |
| ------------------------------------------------------------------------------------------ | ------------------------------------------------------------------------------------------------- |
| Lesoto (145) Essuatíni (146) Botsuana (148) Gâmbia (150) Sudão do Sul (167) Maurícia (172) | Chade (180) São Tomé e Príncipe (189) Djibouti (192) Somália (194) Seicheles (197) Eritreia (202) |

## Partidas
Em 2 de março de 2022 a Eritreia anunciou a sua desistência das eliminatórias.
| Equipe 1            | Total | Equipe 2     | 1.º jogo  | 2.º jogo  |
| ------------------- | ----- | ------------ | --------- | --------- |
| Eritreia            | —     | Botsuana     | Cancelado | Cancelado |
| São Tomé e Príncipe | 4–3   | Maurícia     | 1–0       | 3–3       |
| Djibouti            | 2–5   | Sudão do Sul | 2–4       | 0–1       |
| Seicheles           | 1–3   | Lesoto       | 0–0       | 1–3       |
| Somália             | 1–5   | Essuatíni    | 0–3       | 1–2       |
| Chade               | 2–3   | Gâmbia       | 0–1       | 2–2       |

| 21 de março de 2022 | Eritreia | Cancelado | Botsuana | Estádio Cicero, Asmara |
| (UTC+3)             |          |           |          |                        |

| 29 de março de 2022 | Botsuana | Cancelado | Eritreia | Estádio Nacional de Botsuana, Gaborone |
| (UTC+3)             |          |           |          |                                        |

Botsuana avançou para o Grupo J.
| 24 de março de 2022 | São Tomé e Príncipe | 1 – 0     | Maurícia | Complexe Sportif de Côte d'Or, Saint Pierre (Maurícia) |
| 12:00 (UTC+0)       | Leal 36'            | Relatório |          |                                                        |

| 27 de março de 2022 | Maurícia                                   | 3 – 3  | São Tomé e Príncipe         | Complexe Sportif de Côte d'Or, Saint Pierre (Maurícia) |
| 16:00 (UTC+4)       | Bru 21' (pen) · Collard 57' · Nazira 90+1' | Súmula | Cardoso 27', 60' · Leal 34' |                                                        |

São Tomé e Príncipe venceu por 4–3 no placar agregado e avançou para o grupo A.
| 23 de março de 2022 | Djibouti                     | 2 – 4     | Sudão do Sul                                | Estádio Borg El Arab, Alexandria (Egito) |
| 16:00 (UTC+3)       | Akinbinu 64' · Warsama 90+3' | Relatório | Okello 54' (pen), 75' · Toha 68' · Gama 89' |                                          |

| 27 de março de 2022 | Sudão do Sul | 1 – 0     | Djibouti | St. Mary's Stadium-Kitende, Entebbe (Uganda) |
| 15:00 (UTC+2)       | Chol 55'     | Relatório |          |                                              |

Sudão do Sul venceu por 5–2 no placar agregado e avançou para o grupo G.
| 23 de março de 2022 | Seicheles | 0 – 0     | Lesoto | Complexe Sportif de Côte d'Or, Saint Pierre (Maurícia) |
| 16:00 (UTC+4)       |           | Relatório |        |                                                        |

| 27 de março de 2022 | Lesoto                         | 3 – 1     | Seicheles          | Estádio Dobsonville, Joanesburgo (África do Sul) |
| 16:00 (UTC+2)       | Makateng 5', 78' · Motebang 9' | Relatório | Ernesta 25' (pen.) |                                                  |

Lesoto venceu por 3–1 no placar agregado e avançou para o grupo H.
| 23 de março de 2022 | Somália | 0 – 3     | Essuatíni                             | Estádio Nacional, Dar es Salaam (Tanzânia) |
|                     |         | Relatório | Dlamini 23' · Mamba 64' · Gamedze 87' |                                            |

| 27 de março de 2022 | Essuatíni                | 2 – 1 | Somália    | Estádio Mbombela, Nelspruit (África do Sul) |
| 15:00 (UTC+2)       | Ndzinisa 46' · Mamba 56' |       | Hassan 90' |                                             |

Essuatíni venceu por 5–1 no placar agregado e avançou para o grupo B.
| 23 de março de 2022 | Chade | 0 – 1     | Gâmbia             | Estádio Ahmadou Ahidjo, Iaundé (Camarões) |
| 17:00 (UTC+3)       |       | Relatório | Trawally 89' (pen) |                                           |

| 29 de março de 2022 | Gâmbia                  | 2 – 2  | Chade                                 | Grande Estádio de Agadir, Agadir (Marrocos) |
| 17:00 (UTC+3)       | Ceesay 30' (90+2), pen' | Súmula | Abderamane 28' · N'Douassel 48' (pen) |                                             |

Gâmbia venceu por 3–2 no placar agregado e avançou para o grupo G.